# Štrumpfovi 2
Štrumpfovi 2 (eng. The Smurfs 2) je američki računalno-igrani film studija Sony Pictures Animation iz 2013. godine baziran na istoimenoj knjizi spisateljskog bračnog para Barret. Film je realiziran 31. srpnja 2013. Prvi film je obavljen u 2011., a zadnji Štrumpfovi: Skriveno selo u 2017.

## Glasovi
| Ime          | Engleska inačica    | Hrvatska inačica      |
| ------------ | ------------------- | --------------------- |
| Papa Štrumpf | Jonathan Winters    | Božidar Smiljanić     |
| Gargamel     | Hank Azaria         | Mladen Vasary         |
| Štrumpfeta   | Katy Perry          | Ana Magud             |
| Licko        | John Oliver         | Dinko Vujević         |
| Trapavi      | Anton Yelchin       | Mitja Smiljanić       |
| Vexy         | Christina Ricci     | Mirela Videk          |
| Hackus       | J. B. Smoove        | Mile Kekin            |
| Modrić       | Jacob Tremblay      | Nikša Pavelić         |
| Victor       | Brendan Gleeson     | Ljubo Zečević         |
| Lumen        | Fred Armisen        | Dražen Bratulić       |
| Pripovjedač  | Tom Kane            | Sven Medvešek         |
| Hrga         | Gary Basaraba       | Alen Šalinović        |
| Hrabri       | Alan Cumming        | Aleksandar Cvjetković |
| Patrick      | Neil Patrick Harris | Rakan Rushaidat       |
| Mrgud        | George Lopez        | Robert Ugrina         |
| Gracija      | Jayma Mays          | Renata Sabljak        |
| Majstor      | Jeff Foxworthy      | Marko Movre           |

## Ostali glasovi
- Ronald Žlabur
- Ranko Tihomirović
- Marko Movre
- Roman Wagner
- Darije Somi
- Daniel Dizdar
- Jana Špoljar
- Anabela Barić

## Hrvatska sinkronizacija
- Sinkronizacija: Livada Produkcija
- Redateljica dijaloga: Biserka Vučković
- Prijevod: Pavlica Bajsić Brazzoduro